# Endophtalmie
 Mise en garde médicale
L'endophtalmie est une Inflammation des tissus internes de l'œil d'origine infectieuse.

## Cause
Elle est bactérienne ou fungale.
Il s'agit d'une infection de l'ensemble des tuniques oculaires d'origine exogène (inoculation directe du germe par traumatisme oculaire, chirurgie oculaire voire ulcération cornéenne) ou endogène (à la suite d'un sepsis, une bactériémie ou une endocardite infectieuse).
Il s'agit d'une complication rare de la chirurgie oculaire ou de l'injection de médicament dans le vitré. Les germes les plus fréquemment en cause sont le staphylocoque doré et le streptocoque.

## Diagnostic
Elle se manifeste par une douleur oculaire et une perte de la vision.
Le diagnostic est confirmé par un prélèvement intra-oculaire avec examen direct au microscope et mise en culture. Cet examen peut cependant être négatif dans 20 à 30 % des cas.

## Traitement
Il consiste en l'injection intravitréenne d'antibiotiques adaptés au germe responsable. En cas d'infection endogène, une antibiothérapie par voie générale est nécessaire.